# هلنا (آرکانسا)
هلنا (به انگلیسی: Helena) یک شهر در ایالات متحده آمریکا است که در شهرستان فیلیپس، آرکانزاس واقع شده‌است. هلنا ۲۳٫۰ کیلومتر مربع مساحت و ۱۰٬۰۳۲ نفر جمعیت دارد و ۶۰ متر بالاتر از سطح دریا واقع شده‌است.